# Euphorbia tuckeyana
Euphorbia tuckeyana là một loài thực vật có hoa trong họ Đại kích (Euphorbiaceae). Đây là loài đặc hữu Cabo Verde. Tên loài lấy theo tên nhà thám hiểm Anh James Hingston Tuckey. Dân địa phương gọi nó là tortolho. Loài cây này được dùng trong thuộc da.

## Mô tả

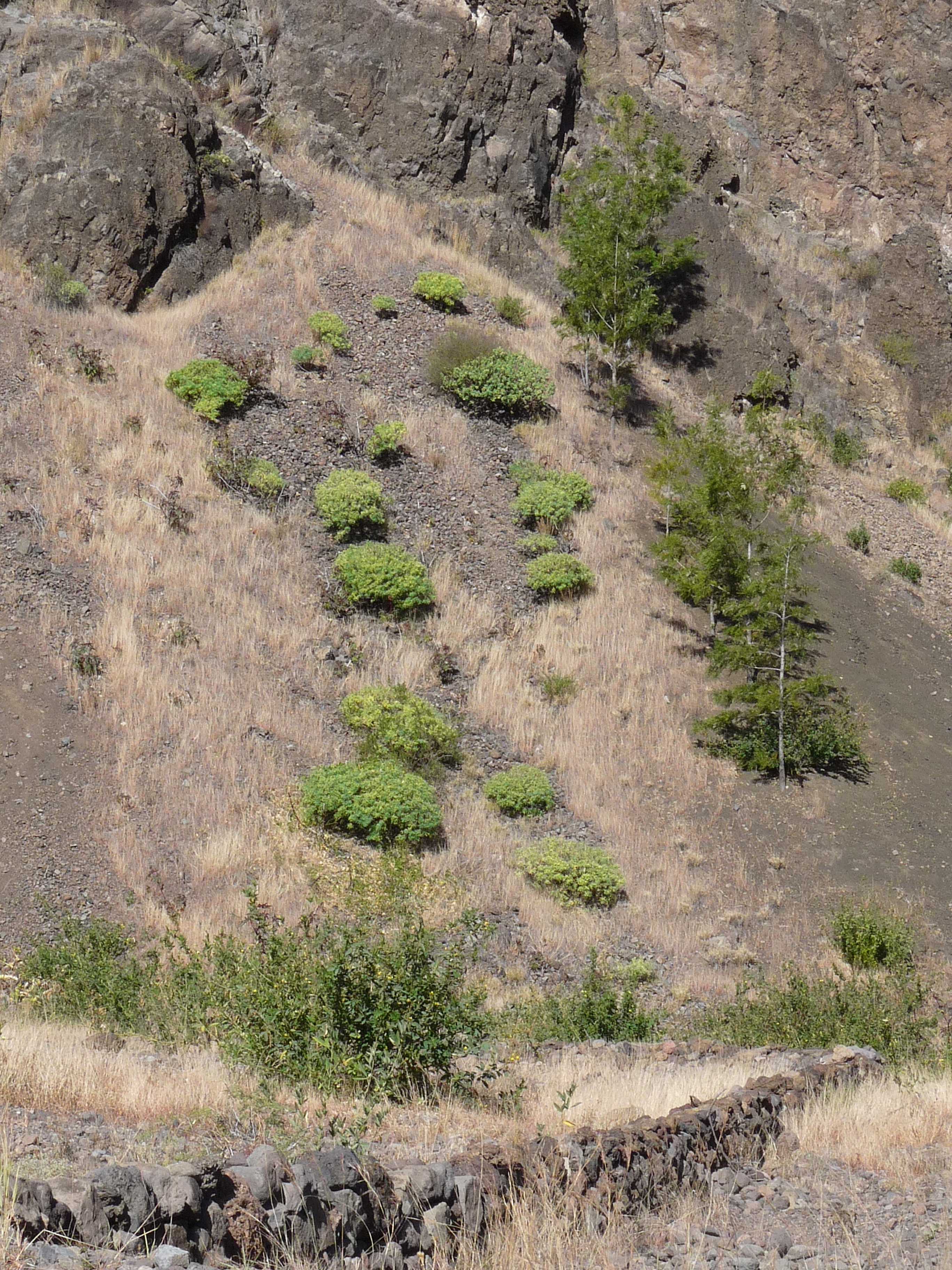
Euphorbia tuckeyana trên rìa miệng núi lửa Chã de Caldeiras trên đảo Fogo.

Euphorbia tuckeyana là một loài cây bụi cao đến 3 m. Nhựa cây màu trắng sữa. Lá thon dài, xếp theo hình hoa thị. Hoa màu vàng.

## Phát hiện và sinh thái
Euphorbia tuckeyana có mặt hầu như khắp đảo thuộc Cabo Verde, ngoại trừ Maio. Nó sống ở cả nơi bán khô cằn, bán ẩm ướt và ẩm ướt, độ cao từ 100 đến 2.500 mét. Cây mọc trên dốc đứng hay nơi lắm sỏi đá. Đây là một loài đặc trưng cho hệ thực vật đặc hữu quần đảo Cabo Verde.